# Azerii din Georgia
Borceali (în azeră Borçalı) este o zonă locuită în general de minoritatea azeră situată în nordul Armeniei și în sudul Georgiei. 
Acest ținut istoric se împarte în zonele nordice (Borceali de Câmpie) și cele sudice (Borceali de Munte sau Lori) și a fost o altă sursă de neînțelegere între Armenia și Georgia, cu toate că era populat parțial și de musulmani turcofoni de confesiune șiită.

## Cauzele conflictului armeano-georgian
Folosind situația creată după înfrângerea Puterilor Centrale, aliate ale Azerbaidjanului și Georgiei, în 1918, Erevanul a considerat propice condițiile pentru crearea „Armeniei Mari”. Atât Georgia cât și Armenia pretindeau Lori (Borceali de Munte) și Pambak (o parte din uezdul Alexandropol (Gyumri) unde populația turcofonă era considerabilă. Situația s-a agravat după retragerea trupelor otomane din zona Lori-Pambak, conform tratatului de la Sevres, după care generalul armean Dro (Drastamat Kanaian), cunoscut prin atitudinea sa intransigenta împotriva populației musulmane, a luat sub control ținutul sus-numit. Din această cauză populația locală prefera guvernul georgian, care nu urmărea politica modificărilor proporției etnice, și în octombrie 1918 Georgia a cerut Armeniei să înceteze înaintarea armatei armene în cadrul guberniei Tiflis, care includea și provincia Borceali.

## Războiul Armeno-Georgian (1918)
În 13 decembrie 1918, armata Republicii Armenia a trecut granița Georgiei în provincia (uezd-ul) Borceali. Până la 18 decembrie armata armeană a ocupat jumătatea provinciei și a ajuns la linia Ayrîm-Sadaxlî. Guvernul georgian, dându-și seama de greșeală, a început să asculte chemările populației locale și i-a distribuit armament. Așadar, Georgia a reușit să oprească atacul armatei armene, care ocupase deja localitățile-cheie cum ar fi Sadaxlî și Saraclî. În cercurile politice din Armenia, filo-englezii aveau o pondere însemnată, fapt apreciat de Londra, care nu a permis înfrângerea totală a Armeniei. Aceasta, din cauza revendicărilor sale teritoriale, era în stare de război cu Azerbaidjanul. În 31 decembrie acțiunile militare au fost oprite. Georgia a reușit să păstreze partea nordică a Borceali (de Câmpie), unde până azi minoritatea turcofonă este un element etnic principal ce a căpătat o identitate etnică azeră. Zona Pambak a fost încorporată Armeniei, iar Borceali de Munte (Lori) a fost declarată „zona neutră”, însă mai târziu a urmat același cale.

## Modificarea compoziției etnice în Borceali armenesc
În 1988, după izbucnirea conflictului dintre Armenia și Azerbaidjan, rămășițele populației 
azere din regiunea au părăsit Armenia. Borceali de Munte sau actuala provincie Lori din Armenia are o suprafața de 3 791 km2 și 253 000 de locuitori. Centrul provinciei este al treilea oraș din țara, Vanadzor (fost Qarakilsə, fost Kirovakan), cu populația de 101 000 de locuitori.

## Borciali de Nord, georgian
Borceali de Nord conține raioanele (județele) Sarvan (Marneuli), Cörük Qəmərli (Bolnisi), Bașkeçid (Dmanisi), Qarayazı (Gardabani) unde locuiesc 248 000 de azeri (2002), a treia etnie din țara. Conform reformei administrative din Georgia post-sovietică, Borceali de Nord face parte din provincia Kvemo Kartli împreuna cu raioanele Țalka și Tetrițkaro (6 400 km2 și 518 000 de locuitori). Centrul administrativ este Rustavi (110 000 de locuitori), al patrulea oraș din Georgia. Anumite forțe politice din Georgia cer reatașarea Borceali de Munte de către Georgia.